# Andreas Andreæ
Andreas Andreæ var dansk guvernør i Trankebar i en kort periode i 1701.
 Der er for få eller ingen kildehenvisninger i denne artikel, hvilket er et problem. Du kan hjælpe ved at angive troværdige kilder til de påstande, som fremføres i artiklen.